# Aleksandra Naumik
Aleksandra Naumik (także Alex, Alexandra Naumik Sandøy, ur. 12 sierpnia 1949 w Wilnie, zm. 17 września 2013 w Oslo) – polsko-norweska piosenkarka, wokalistka grupy Alex.

## Życiorys

### Polska
Córka Mikołaja, weterana kampanii wrześniowej, oficera AK i Haliny z Kobylińskich. Pochodziła z inteligenckiej rodziny polskiej. Imię otrzymała po stryju Aleksandrze, chirurgu z Lublina. Ponieważ jej rodzice uniknęli ekspatriacji tuż po wojnie, urodziła się w Wilnie przy ul. Artyleryjskiej. W 1951 roku cała rodzina została wraz z tysiącami Polaków deportowana do Usola Syberyjskiego w obwodzie irkuckim. Rodzice i dziadkowie Aleksandry pracowali przymusowo w Tajturskich Zakładach Drzewnych. Po sześciu latach dzięki staraniom stryja udało się rodzinie opuścić Związek Sowiecki i przez Litewską SRS wyjechać w granice PRL.
Naumikowie osiedli w Kluczborku w 1957 roku. Aleksandra podjęła naukę w tamtejszym liceum i już jako nastolatka zdobyła liczne nagrody dzięki 4,5-oktawowemu głosowi. Karierę rozpoczęła w 1966 roku piosenką Adama Sławińskiego i Agnieszki Osieckiej pt. Krokodyl na Mazurach, pochodzącej z pierwszego polskiego musicalu pt. Listy Śpiewające, wydanego wyłącznie na płycie. Na Festiwalu w Opolu w roku 1967 wystąpiła w debiutach piosenką Rurka z Kremem śpiewaną przy wtórze Alibabek. Debiuty wygrał wówczas inny Kresowiak Czesław Niemen piosenką Dziwny jest ten świat. W 1969 roku ukończyła studia we Wyższej Szkole Pedagogicznej w Łodzi i podjęła współpracę z powstającym właśnie zespołem Quorum, w którym śpiewała przez rok.

### Norwegia
W 1970 roku poślubiła norweskiego reżysera filmowego i polonofila Haakona Sandøya, z którym wyjechała do Norwegii. Tam zadebiutowała w roku 1977, gdy jako pierwsza wprowadziła na norweską scenę funk rocka. Zdobyła najwyższą nagrodę norweskiego świata muzycznego Spellemannprisen (w kategorii pop) za dwie płyty Alex i Handle With Care, które szybko uzyskały status złotych. Popularność Aleksandry Naumik pozwoliła na międzynarodową współpracę ze sławnymi muzykami. Podpisawszy kontrakty z Polygram International (obecnie Universal) i RCA Records miała otwartą drogę, by śpiewać u boku Davida Fostera, Mike’a Hursta, Andraé Croucha, Andy’ego Summersa i Glena Matlocka. Dwudziestomilionowa publiczność mogła ją podziwiać w niemieckim programie telewizyjnym Musikladen, oglądanym aż w 18 krajach. U szczytu kariery narzucała popkulturowe trendy, a określenie fryzura na Alex (Alex-hår) jest do dziś w powszechnym użyciu. Aleksandra Naumik sama tworzyła swój image medialny, co nie było z końcem lat 70. niczym zwyczajnym. Magazyn Det Nye uznał ją Artystką Roku 1980. Rok później otrzymała w Helsinkach nagrodę Nord-Ring. Współpracując z koncernami Forda, Levi’s, BASF czy Helen Curtis była pionierką w zdobywaniu sponsorów.
Zespół Alex został założony w 1976 roku przez Aleksandrę Naumik przy wsparciu Bjørna Christiansena, Sveina Gundersena (wcześniej Aunt Mary), Brynjulfa Blixa i Pera Ivara Johansena. Nazwę wymyślił Jens Bjørneboe, autor powieści Kruttårnet („Baszta Prochowa”), wpisując w niej dedykację Maleńkiej Alex – stary Jens. Perkusista zespołu Per Ivar Jensen zginął tragicznie w wypadku autobusu, którym zespół podróżował podczas tournée dnia 19 września 1980 roku. Przyczyną wypadku były najprawdopodobniej wadliwe hamulce, choć sprawa nigdy nie została wyjaśniona do końca. Zarówno wypadek, w którym wszyscy członkowie zespołu Alex uczestniczyli, jak i rozstanie z mężem załamało na pewien czas karierę piosenkarki. W dniu wprowadzenia stanu wojennego w Polsce Alex zaśpiewała Mazurka Dąbrowskiego podczas spontanicznego wiecu na Placu Uniwersyteckim w Oslo.
Ze względu na swój antykomunizm była krytykowana i marginalizowana przez lewicujące norweskie media. Mimo złotych płyt i międzynarodowego uznania, już w 1977 roku podczas koncertu rockowego ze szwedzkim gwiazdorem Cornelisem Vreeswijkiem została wygwizdana przez młodzieżówkę socjalistyczną. Ku oburzeniu rzeszy wielbicieli pominięto ją m.in. w serialu państwowej telewizji NRK na temat historii rocka w Norwegii. Dopiero w roku 2008 zaczęła wydawać składanki swoich nagrań, gdyż niektórych utworów archiwa nie chciały udostępnić nawet po 30 latach. W 1992 roku Aleksandra Naumik zdołała zarejestrować nazwę Alex jako strzeżony znak towarowy, nie dopuszczając tym samym znanego parodysty do firmowania swych występów jako Alex. Przez długie lata Alex pracowała jako autorka piosenek i producent w Stanach Zjednoczonych i w Japonii. Skomponowana i wyprodukowana przez Alex płyta Faith Leany (Leana Greene) osiągnęła pierwsze miejsce na liście Billboardu w czerwcu 2005 roku i w styczniu 2007.
Aleksandra Naumik przygotowywała z grupą historyków film dokumentalny na temat Sybiraków oraz lewicującej dominacji w świecie europejskiego przemysłu rozrywkowego. Od wielu lat była związana z muzykiem i kompozytorem Atle Bakkenem. Z małżeństwa z Haakonem Sandøy pozostawiła córkę Naomi. 11 października 2013 roku Aleksandra Naumik spoczęła u boku swego ojca w Kluczborku.

## Dyskografia

### Albumy solowe
- „Alex” – Mercury, 1977
- „Handle With Care” – Mercury, 1977
- „Hello, I Love You” – Mercury, 1979
- „Daddyʼs Child” – Polydor, 1980 Zawiera angielską wersję piosenki Univers, z którą Alex doszła do norweskiego finału Melodi Grand Prix w 1980 roku. Norweska wersja wydana jest tylko na singlu i składance poświęconej Melodi Grand Prix 1980. Składanka zawiera też I’m not alone, która była propozycją występu na MGP w 1980 roku.
- „Alexʼ beste” – Polydor, 1981 Składanka. Zawiera piosenkę Rock’n Roller, którą Alex zaśpiewała w finałach norweskiego Melodi Grand Prix 1981.
- „Always” CBS, 1983
- „Almost” 1991
- „Living in Color” 1993

### Single
- Heartbreak Queen – Mercury 1977
- Heartbreak Queen wydanie australijskie – Mercury 1977
- Heartbreak Queen / Heartbreak Queen wydanie amerykańskie – Freeflight 1977
- Heartbreak Queen / Only You Can Make Me Stronger wydanie amerykańskie – Freeflight 1977
- Flying High / Listen To The Music wydanie brytyjskie – Mercury 1978
- Listen To The Music wydanie niemieckie – Metronome 1978
- Listen To The Music / I Won’t Hold You Down wydanie francuskie – Mercury 1979
- Rock Machine wydanie brytyjskie – Mercury 1979
- Hello I love you / Rock Machine – Mercury 1979
- Rock Machine / Hello I love you wydanie niemieckie – Mercury 1980
- Univers / Slike drømmer om hus – Mercury 1981 Strona B „Slike drømmer om hus” pożyczona jest z płyty Ketila Bjørnstada „Leve Patagonia” (1978), na której Alex wystąpiła gościnnie.
- Rock’n’roller / Instrumental – Mercury 1981
- Flying High / Listen To The Music – Mercury 1982
- I love Warszawa / Dreamboy – CBS 1982
- Dreamboy / I love Warszawa wydanie brytyjskie – CBS 9184
- Don’t break down My Heart / Stop All The Trains wydanie na Europę Wschodnią – Polskie Nagrania i inne 1984
- Almost / Can’t get next to you – Ventura Records, 1991
- „Living In Color” – MTG, 1993
- Home Is Where The Hatred Is / AlexMusic/EMU 2008
- I Wanna Fly / AlexMusic/EMU 2008

### Inne wydania
- „Listy Śpiewające” (składanka) piosenka 1966
- „Festiwal w Opolu” (składanka) piosenka 1967
- K.M. Myrland „Isbål” 1976
- „Heksedans” z Janem Eggumem 1977
- „I can’t stop loving you” z Perem Elvisem Granbergiem 1977
- „Lion and the Lamb” 1978
- „Soloflight” ze Sveinem Finjarnem 1978
- „Melodi Grand Prix 1979” 1979
- „Songwriters for the Stars” z Davidem Foster’em 1982
- „Norsk Rock” (składanka) 1983
- „Sylfest Strutle På Reisefot” 1983
- „Sammen for livet” Forente Artister (norweski wariant „We Are The World”) 1985
- „Melodi Grand Prix 1986” 1986
- „Hockeyfeber” (soundtrack) 1979
- „Norske Filmklassikere” (soundtrack) 1993
- „Songwriters for the Stars” (podwójne CD, piosenka) 1994
- „Crazy” wydanie japońskie 1997
- „Lucky Star” wydanie japońskie 1997
- „Dancemania7” wydanie japońskie 1997
- „DancemaniaDeluxe2” wydanie japońskie 1998
- „Sacred Place” z Emmanuelem wydanie amerykańskie 1999
- „FrodoCpu” wydanie amerykańskie 1999
- „There Is Hope” z Emmanuelem wydanie amerykańskie 2000
- „Look At The Shape I’m In” z Maje wydanie amerykańskie 2004
- „Faith” z Leaną amerykańskie i europejskie wydanie – Leana 2006

### Muzyka filmowa
- „Lasse & Geir Wam & Vennerød” 1977
- „Julia Julia Wam & Vennerød” 1982
- „Hockeyfeber” Oddvar Bultuhus 1983
- „Norske Filmklassikere” 1993
- „Serving In Silence” – CBS 1996

### DVD
- Best Of Musikladen (Vol. 1 – 10) Radio Bremen, Niemcy 2002

### Melodi Grand Prix
- „Univers” (1980, trzecie miejsce w norweskim finale) – norweska wersja wydana na singlu z balladą Ketila Bjørnstada „Slike drømmer om hus” na stronie B. Piosenka pochodzi z albumu „Leve Patagonia” (1978), gdzie Alex wystąpiła gościnnie. „Univers” wydano też na płycie długogrającej w tym samym roku, wraz z piosenkami finału międzynarodowego Melodi Grand Prix z roku 1980. Angielska wersja „Universe”, została nagrana na płycie „Daddy’s Child” w 1980 roku.